# American Doll Posse
American Doll Posse är den nionde studioalbumet av den amerikanska musikern Tori Amos. Det släpptes 30 april 2007 i UK och 1 maj 2007 i USA.

## Låtförteckning
1. Yo, George 1:25
2. Big Wheel 3:18
3. Bouncing Off Clouds 4:08
4. Teenage Hustling 4:00
5. Digital Ghost 3:50
6. You Can Bring Your Dog 4:04
7. Mr. Bad Man 3:18
8. Fat Slut 0:41
9. Girl Disappearing 4:00
10. Secret Spell 4:04
11. Devils and Gods 0:53
12. Body and Soul 3:56
13. Father’s Son 3:59
14. Programmable Soda 1:25
15. Code Red 5:27
16. Roosterspur Bridge 3:58
17. Beauty of Speed 4:08
18. Almost Rosey 5:23
19. Velvet Revolution 1:19
20. Dark Side of The Sun 4:16
21. Posse bonus 1:45
22. Smokey Joe 4:19
23. Dragon 5:03